# Montmaur (Hautes-Alpes)
Montmaur [mɔ̃mɔʁ] ist eine französische Gemeinde im Département Hautes-Alpes in der Region Provence-Alpes-Côte d’Azur. Sie gehört zum Arrondissement Gap und zum Kanton Veynes.

## Geographie
Die Gemeinde grenzt im Osten an La Roche-des-Arnauds und Manteyer, im Süden an Châteauneuf-d’Oze und Furmeyer, im Westen an Veynes und Aspres-sur-Buëch sowie im Nordwesten und Norden an Dévoluy.
In der südlichen Gemeindegrenze verläuft der Fluss Petit Buëch, das Gemeindegebiet wird auch von seinem Zufluss Béoux durchquert.

## Bevölkerungsentwicklung
| Jahr      | 1962 | 1968 | 1975 | 1982 | 1990 | 1999 | 2008 | 2012 |
| --------- | ---- | ---- | ---- | ---- | ---- | ---- | ---- | ---- |
| Einwohner | 368  | 277  | 229  | 282  | 311  | 423  | 510  | 526  |

## Sehenswürdigkeiten
- Schloss, Monument historique
- Kapelle Sainte-Philomene, Monument historique

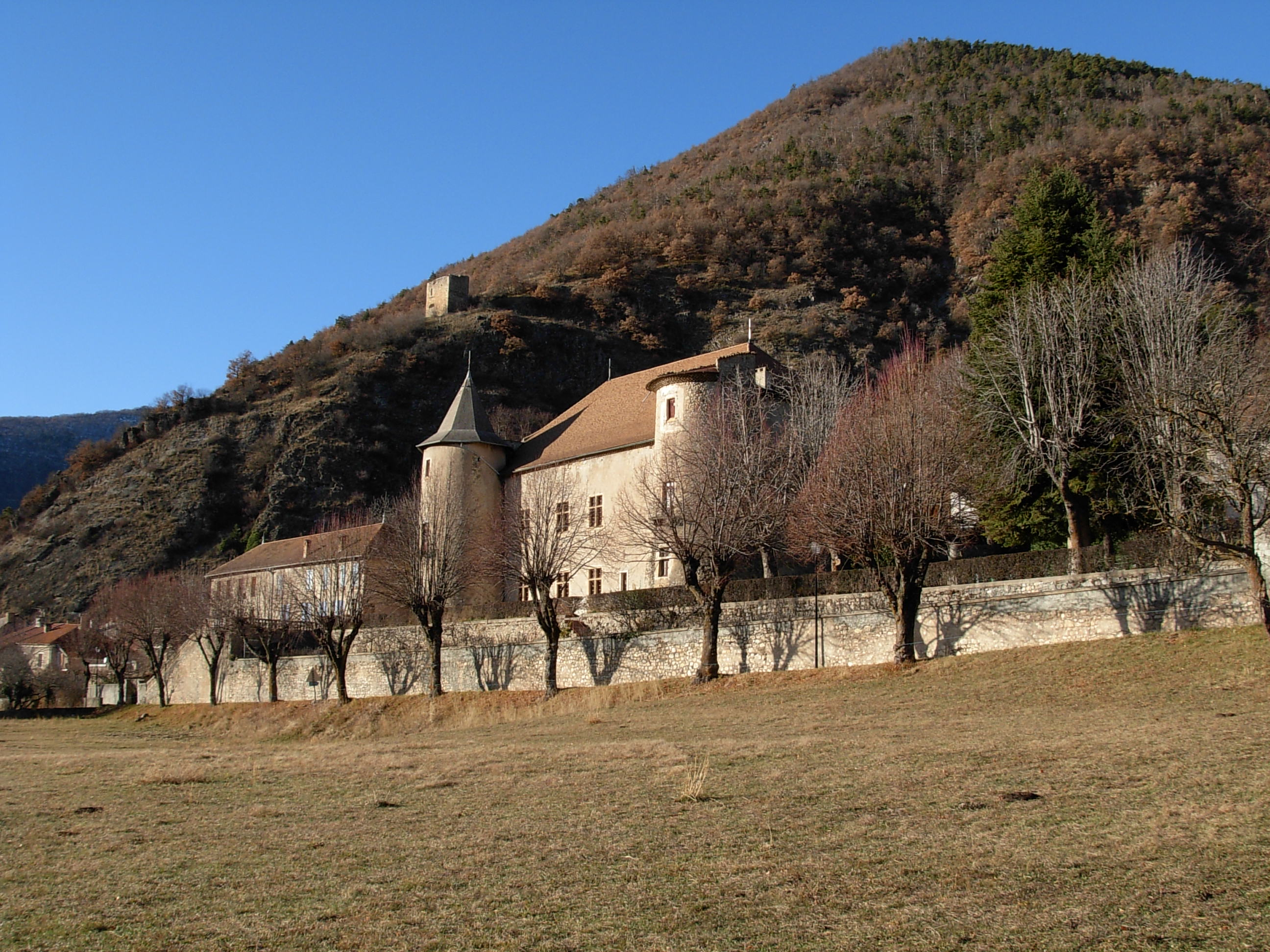
Schloss
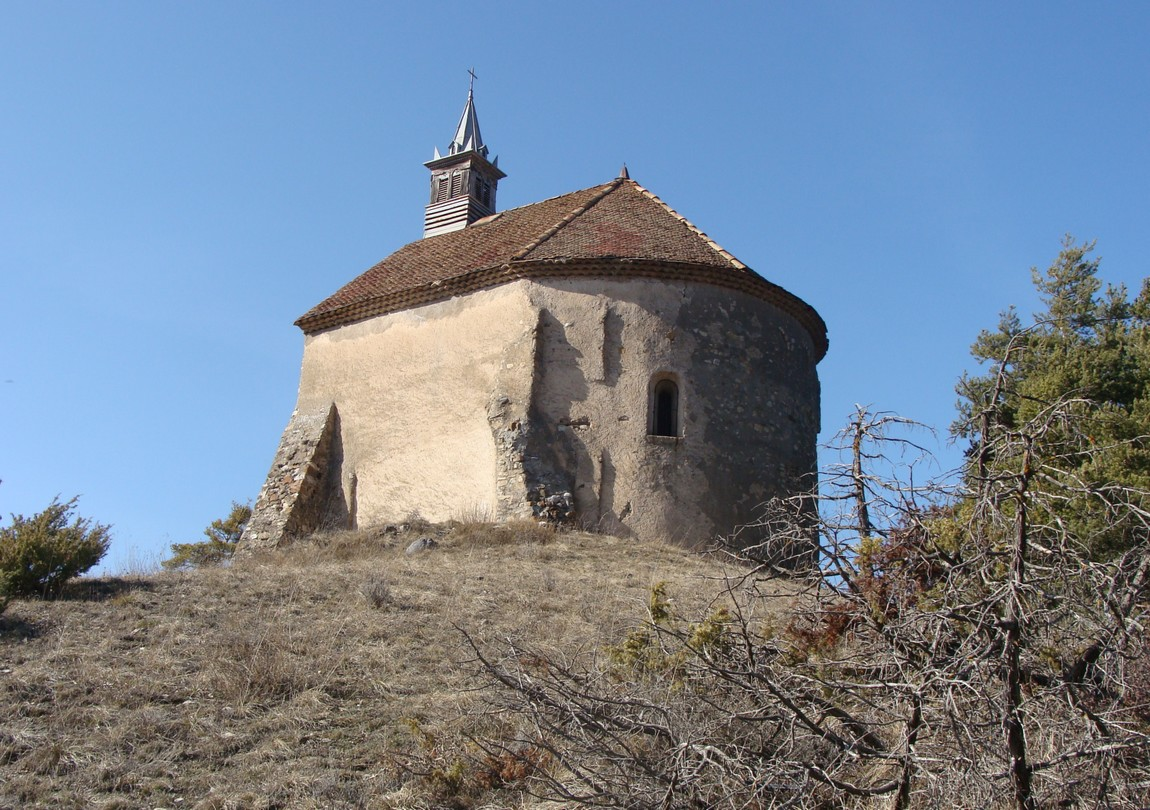
Kapelle Sainte-Philomene